# Arnulfo Arias
Pour les articles homonymes, voir Arias.
Arnulfo Arias, (le nom complet est Arnulfo Arias Madrid) né le 15 août 1901 à Penonomé et mort le 10 août 1988 à Miami aux États-Unis, est un homme politique et médecin panaméen ; trois fois président de Panama en 1940-41, 1949-51 et en octobre 1968 pour une courte période de 11 jours. Il est le frère cadet de Harmodio Arias, président de Panama en 1932-36.
Populiste démagogue, Arnulfo Arias est une figure controversée de la vie politique à cause de la corruption du régime, de son mépris des droits de l'homme et du soutien apporté à la politique nazie.

## Biographie
Arnulfo Arias fait ses études à l'université de Chicago et à la Harvard Medical School pour devenir chirurgien. Il est ministre de l'agriculture et des travaux publics au cours de la présidence de son frère. Pendant son premier mandat, il nationalise les entreprises étrangères et prive les noirs antillais de leur citoyenneté. Il sympathise avec les puissances de l'axe et s'oppose aux demandes des États-Unis de renforcer les installations de défense. Un coup d'État en 1941, probablement encouragé par les États-Unis, l'oblige à partir en exil.
Durant son second mandat dictatorial, il suspend la constitution, dissout l'Assemblée nationale et la Cour suprême, mais est finalement renversé par la police nationale. Il se représente sans succès à la présidence en 1964, puis, représentant de l'oligarchie terrienne et des secteurs étroitement liés à Washington, est de nouveau élu en 1968 en battant par 175 432 voix contre 133 887 le candidat soutenu par le président sortant Marco Aurelio Robles. Il est déposé par un coup d'État militaire 11 jours après son arrivée au pouvoir. Il quitte le pays pour Miami.
Il se représente à la présidence en 1984, mais est privé de la victoire par les militaires pour cause de fraude électorale. Sa veuve Mireya Moscoso est élue présidente en 1999.